# Teshome Getu
Teshome Getu est un joueur de football éthiopien, né le 7 février 1983 et évoluant à EEPCO.
Il évolue habituellement comme milieu de terrain.

## Carrière
Teshome Getu joue successivement dans les équipes suivantes : Commercial Bank of Ethiopia SA, Équipe d'Éthiopie de football, Saint George SC et Ethiopian Electric Power Corporation Football Club.